# Meunasah Lueng (Samalanga)
Meunasah Lueng is een bestuurslaag in het regentschap Bireuen van de provincie Atjeh, Indonesië. Meunasah Lueng telt 246 inwoners (volkstelling 2010).